# ابن للإيجار (فلم)
ابن للإيجار هو فيلم مصري عرض عام 1953، بطولة محمد فوزي وليلى فوزي، ومن إخراج حلمي رفلة.

## قصة الفيلم
(زعتر) يعمل مع (ملبسة) في الفرقة التمثيلية التي يديرها (جوهر)، وعندما يعرف (جوهر) بحكاية ابن (نجاتي باشا) الذي اختفى منذ عشرون عامًا ولم يستدل له على أثر، فيعرض (جوهر) على (زعتر) ان ينتحل شخصية الابن، ويرفل زعتر بدوره في نعيم الحياة مع أسرة (نجاتي باشا)، لكنه سرعان ما يعرف أن خطيب (هيام) ابنة (نجاتي باشا) يختلس أموال الباشا، كما يشعر زعتر بالذنب مع الوقت مما يفعله مع هذه العائلة.

## طاقم التمثيل
- محمد فوزي: (زعتر / منير)
- ليلى فوزي: (هيام)
- تحية كاريوكا: (ملبسة)
- ماري منيب: (الست محبوبة)
- حسن فايق: (نجاتي باشا)
- عزيز عثمان: (جوهر)
- فريد شوقي: (جلال)
- زوزو شكيب: (وحيدة)
- وداد حمدي: (مشمشة)
- عبد الحميد زكي: (عم محمد)
- لطفي الحكيم: (الخواجة سبيرو)
- منير الفنجري: (فرحات)
- محسن حسنين
- عبد الحميد بدوي: (عويس)
- عباس رحمي: (الطبيب)
- مطاوع عويس
- مختار السيد
- طوسون معتمد: (خميسي)
- عبد الغني النجدي

## فريق العمل
- إخراج: حلمي رفلة
- قصة: بديع خيري
- سيناريو: حلمي رفلة
- حوار: بديع خيري
- مدير التصوير: وحيد فريد
- مونتاج: حسنوف
- إنتاج: ستوديو مصر
- توزيع: ستوديو مصر
- تأليف الأغاني: مأمون الشناوي
- ألحان الأغاني: محمد فوزي